# Церква Покрови Пресвятої Богородиці (Липівка)
Церква Покрови Пресвятої Богородиці в Липівці — парафія і храм ПЦУ в селі Липівці Макарівської громади Бучанського району на Київщині. Храм є зменшеною копією Софіївського собору в Стамбулі.

## Історія церкви
У Липівці перший дерев'явий храм було збудовано 1730 року за кошти господаря Ігнатія Трипольського. Проведення реставрації та перебудови святині завершилося 1870 року. Під час Другої світової війни вона згоріла внаслідок влучання снаряду.
1947 року біля втраченої культової споруди облаштували дерев'яний будинок для богослужінь. Згодом у цьому приміщені діяв побуткомбінат, ветеринарна лікарня та бухгалтерія споживчої кооперації.
Сучасний кам'яний храм споруджений за фінансового сприяння українського кінопродюсера, кінодистриб'ютора, кіноексперта та мецената польського походження Богдана Батруха на місці зруйнованої в 1940-х роках Покровської церкви. У 2015—2022 роках розпис інтер'єру святині здійснили художники Анатолій Криволап та Ігор Ступаченко. У 2019 та 2023 роках частина розписів перед монтуванням була представлена в Київській міській галереї мистецтв «Лавра» на виставці «Храм. Українська самоідентифікація» (куратор проєкту — Юрій Комельков, автор ідеї — Тетяна Міронова).
Під час повномасштабного російського вторгнення храм зазнав руйнувань. Зокрема постраждала баня, в якій вже були змонтовані архангели, серафими та пантократор. Пошкоджені розписи художники залишили в такому стані для нащадків та як приклад варварства окупантів.

## Настоятелі
- о. Андрій Достоєвський[2],
- о. Геннадій Харьковський — нині[6].